# Placówka Straży Granicznej I linii „Lipinki”
Placówka Straży Granicznej I linii „Lipinki” – jednostka organizacyjna Straży Granicznej pełniąca służbę ochronną na granicy polsko-niemieckiej w okresie międzywojennym.

## Geneza
Na wniosek Ministerstwa Skarbu, uchwałą z 10 marca 1920 roku, powołano do życia Straż Celną. Od połowy 1921 roku jednostki Straży Celnej rozpoczęły przejmowanie odcinków granicy od pododdziałów Batalionów Celnych. Proces tworzenia Straży Celnej trwał do końca 1922 roku. Placówka Straży Celnej „Sumin” weszła w podporządkowanie komisariatu Straży Celnej „Lipinki” z Inspektoratu SC „Grudziądz”.

## Formowanie i zmiany organizacyjne
Rozporządzeniem Prezydenta Rzeczypospolitej Polskiej Ignacego Mościckiego z 22 marca 1928 roku, do ochrony północnej, zachodniej i południowej granicy państwa, a w szczególności do ich ochrony celnej, powoływano z dniem 2 kwietnia 1928 roku  Straż Graniczną.
Rozkazem nr 1 z 12 marca 1928 roku w sprawach organizacji Mazowieckiego Inspektoratu Okręgowego Naczelny Inspektor Straży Celnej gen. bryg. Stefan Pasławski powołał  komisariat SG „Krotoszyny”. 
Rozkazem nr 9 z 18 października 1929 roku w sprawie reorganizacji Mazowieckiego Inspektoratu Okręgowego komendant Straży Granicznej płk Jan Jur-Gorzechowski określił numer i nową strukturę komisariatu. Placówka Straży Granicznej I linii „Sumin” znalazła się w jego strukturze. W komunikacie dyslokacyjnym z 1930 placówka „Sumin” widnieje w strukturze komisariatu SG „Łasin”. W styczniu 1936 roku placówka Straży Granicznej I linii „Sumin” była w strukturze komisariatu SG „Łasin”.
Z dniem 28 sierpnia 1937 placówka Straży Granicznej I linii „Sumin” przeniesiona została do Lipinek.
Z dniem 1 marca 1939 placówka Straży Granicznej I linii „Lipinki” ze struktury komisariatu SG „Łasin” przeniesiona została do komisariatu SG „Krotoszyny”.

## Służba graniczna
W styczniu 1936 roku placówka ochraniała odcinek granicy długości 7 kilometrów. Stan osobowy wynosił 10 funkcjonariuszy. 
Sąsiednie placówki:
- placówka Straży Granicznej I linii „Fitowo” ⇔ placówka Straży Granicznej I linii „Wielka Tymawa” − październik 1929[7]
- ⇔ placówka Straży Granicznej I linii „Wielka Tymawa” − 1936

## Kierownicy/dowódcy placówki
| stopień    | imię i nazwisko | okres pełnienia służby | kolejne stanowisko |
| ---------- | --------------- | ---------------------- | ------------------ |
| przodownik | Marian Fludra   | był w 1936             |                    |